# Reprise (équitation)
Pour les articles homonymes, voir Reprise (homonymie).
En équitation, une reprise est un enchaînement de figures équestres, présenté dans un carré de dressage (un terrain de 60 m par 20 m).
C'est aussi le nom donné aux cours d'équitation, pendant lequel plusieurs cavaliers exécutent des exercices de dressage sous la direction d'un enseignant.
L'enseignant prépare aussi des reprises pour des cavaliers de tout niveau.